# سید حسن میرکاظمی
سید حسن میرکاظمی معروف به حسن رعیت، مدیر عامل کارخانهٔ دنیای فلز، پارسیان فلز البرز، لوح فشردهٔ پارس و یک تاجر ایرانی بود که ارتباط نزدیکی با مهدی جهانگیری برادر اسحاق جهانگیری داشت، وی به جرم اختلاس و سرقت اموال عمومی به سی و پنج سال حبس محکوم شد.

## نقش در برخورد با معترضان به نتیجهٔ انتخابات ریاست‌جمهوری سال ۱۳۸۸
در روزهای اولیهٔ بعد از انتخابات ریاست جمهوری سال ۸۸ تصاویری از سید حسن میرکاظمی در فضای مجازی منتشر شد که در آن‌ها میرکاظمی مسلح به سلاح کمری جزو نیروی موتورسوار برخوردکننده با معترضان بود و توجه بسیاری را جلب کرد.

## بزرگ‌ترین بدهکار بانک کشاورزی
طبق نامهٔ منتشر شده‌ای ادارهٔ کل حقوقی بانک کشاورزی به بازرسی شعبهٔ چهارم دادسرای امور اقتصادی در تاریخ ۱۶ دی ۱۳۸۷، میرکاظمی با بیش از ۱۷۵ میلیارد تومان بزرگ‌ترین بدهکار بانک کشاورزی در کل کشور معرفی شد که بدهی خود را تسویه نکرده و بسیاری از اعتبارات را نیز بدون وثیقه و با ضمانت شخصی دریافت کرده‌است. این مکاتبات ابتدا در سال ۱۳۸۸ و دوباره در ۱۳۹۱ توسط سایت بازتاب امروز منتشر شد اما هیچگاه تکذیب نشد.

## نزدیکی با بابک زنجانی
تصاویری از بابک زنجانی در کنار سید حسن میرکاظمی در جت اختصاصی‌اش منتشر شده که زنجانی صحت عکس‌ها را تلویحاً تأیید کرده و اعلام نمود با سید حسن میرکاظمی که از «دوستان و تجار خوب» است در آن هواپیما همسفر بوده‌است.
بازتاب امروز در یادداشتی میرکاظمی را چهرهٔ اصلی حامی زنجانی در فعالیت‌های بزرگ اقتصادی او در ایران دانست.

## بازداشت توسط قوهٔ قضاییه
غلامحسین اسماعیلی در پاسخ به پرسشی مبنی بر خبر بازداشت حسن میرکاظمی با ۲ قلاده ببر، گفت: «بارها گفته‌ایم قبل از اثبات مجرمیت اسم نیاورید، با آوردن مشخصات دچار معذوریت برای پاسخگویی می‌شوم لذا با رعایت محذوریت‌های قانونی اصل بازداشت این فرد را تأیید می‌کنم و عناوین اتهامی به خاطر اینکه در مرحلهٔ تحقیقات مقدماتی است، بعد از رسیدگی اعلام می‌شود. یاعلی»

## محکومیت
ذبیح‌الله خدائیان سخنگوی قوه قضائیه در جمع خبرنگاران در پاسخ به سئوالی در مورد پرونده حسن میرکاظمی معروف به رعیت، اظهار داشت: بخشی از این پرونده پیش تر در دادگاه رسیدگی و منجر به صدور حکم شده بود و بخشی از آن مفتوح بود که اخیراً منجر به صدور حکم بدوی شد. خدائیان بیان داشت: در این پرونده مجرم اصلی به یک فقره حبس ۲۵ سال، سه فقره حبس سه سال و یک فقره حبس یکسال، جمعاً به ۳۵ سال حبس محکوم شد. همچنین در این پرونده یک نفر به ۱۶ سال حبس، دو نفر به ۱۰ سال حبس، یک نفر به ۹ سال حبس، شش نفر به ۷ سال حبس و بقیه نیز به شش سال و پنج سال حبس محکوم شده‌اند.